# World Series of Poker 2009
Die World Series of Poker 2009 war die 40. Austragung der Poker-Weltmeisterschaft und fand ab dem 26. Mai 2009 im Rio All-Suite Hotel and Casino in Paradise am Las Vegas Strip statt. Sie endete mit dem Finaltisch des Main Events, der am 7. November 2009 gespielt wurde.

## Turniere

### Struktur
Insgesamt standen 57 Pokerturniere in den Varianten Texas Hold’em, Omaha Hold’em, Seven Card Stud, Razz, 2-7 Triple Draw sowie in der gemischten Variante H.O.R.S.E. auf dem Turnierplan. Der Buy-in lag zwischen 500 und 50.000 US-Dollar. Für einen Turniersieg erhielten die Spieler neben dem Preisgeld ein Bracelet. Mit Jeff Lisandro gewann ein Spieler drei Bracelets, darüber hinaus gewannen Phil Ivey, Greg Müller und Brock Parker je zwei Turniere. Lisa Hamilton war als einzige Frau siegreich.

### Turnierplan

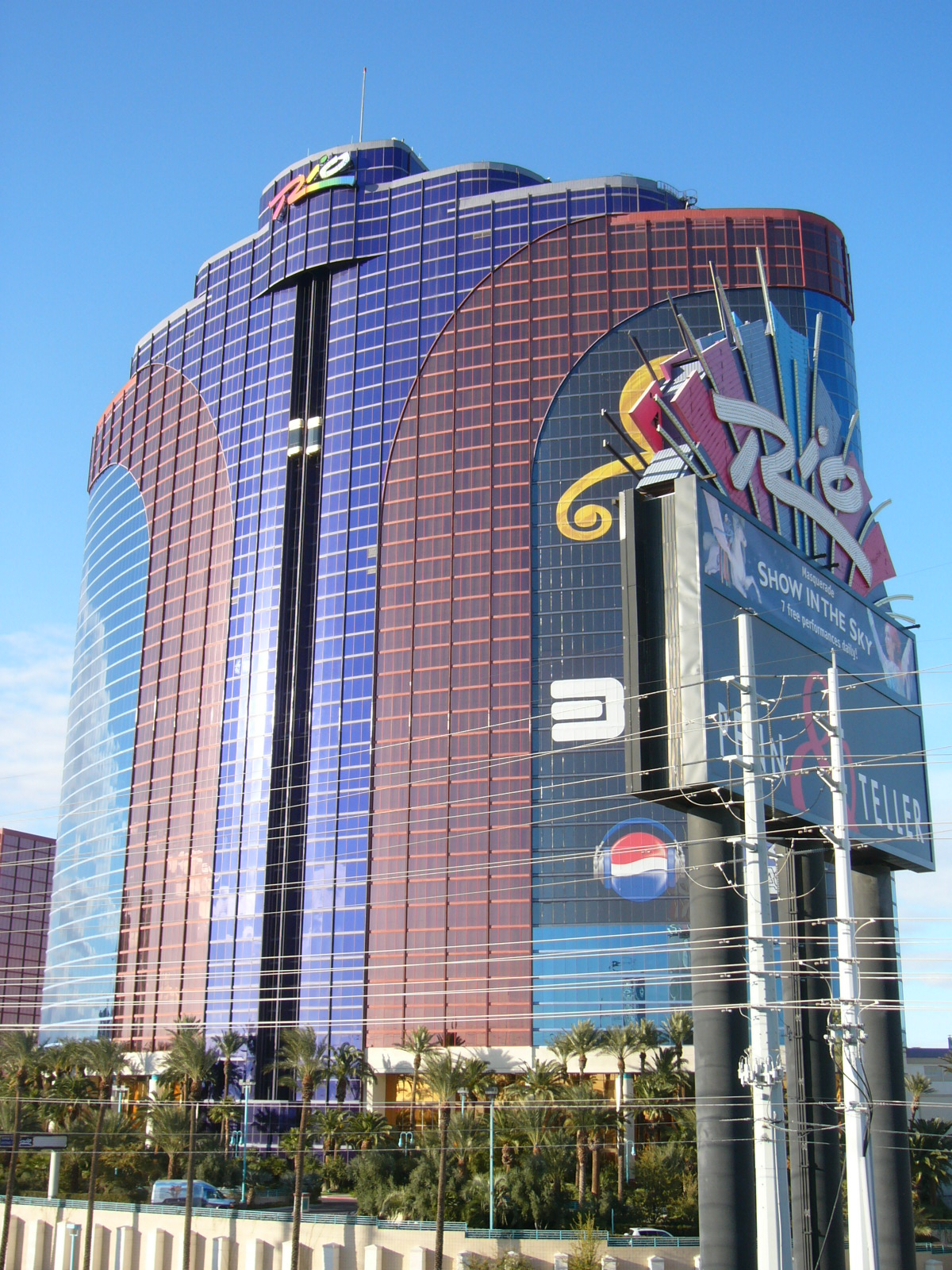
Das Rio All-Suite Hotel and Casino am Las Vegas Strip

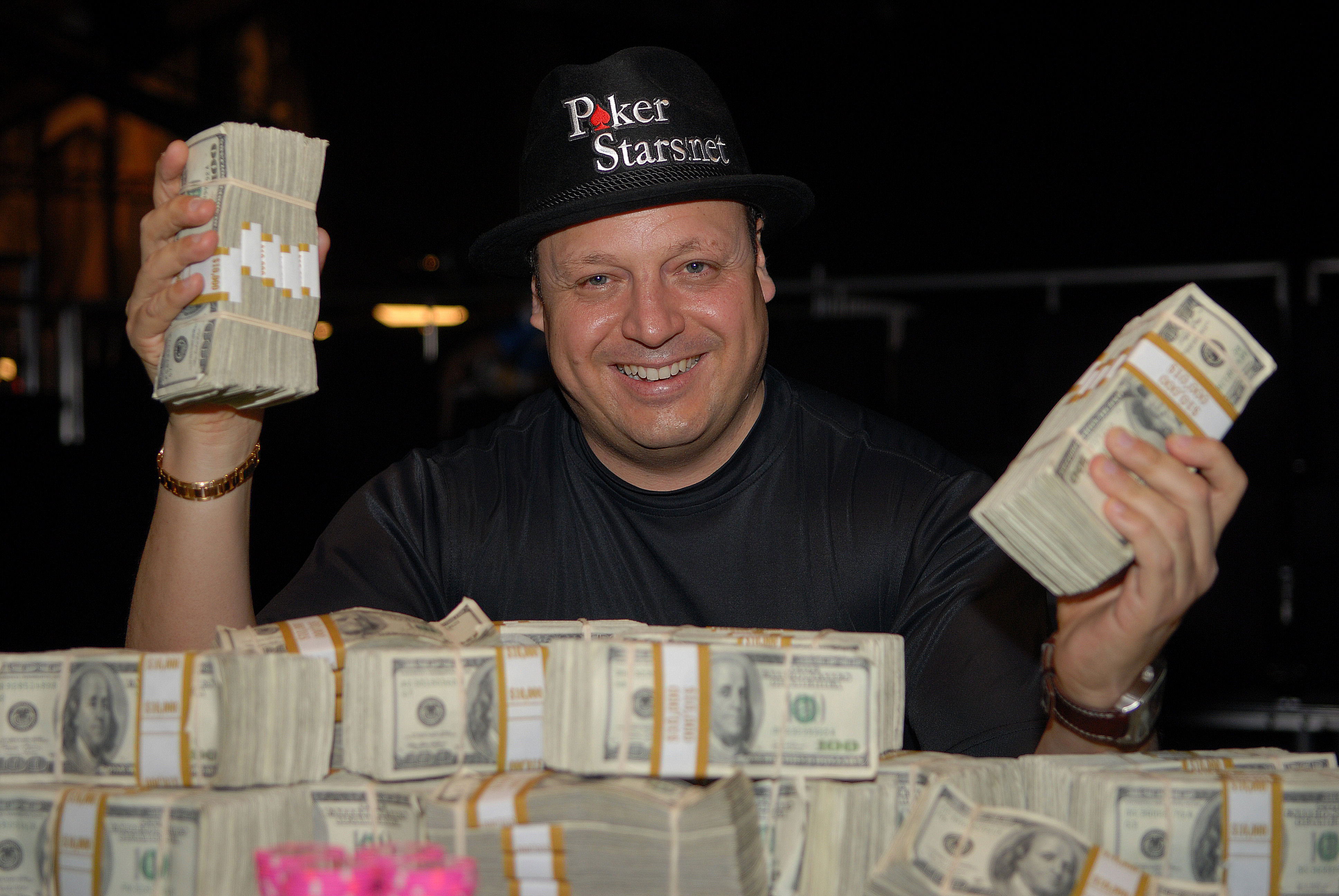
Jeff Lisandro gewann die Turniere #16, #37 und #44

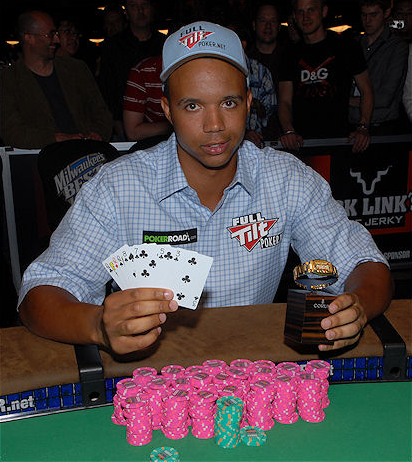
Phil Ivey gewann die Turniere #8 und #25

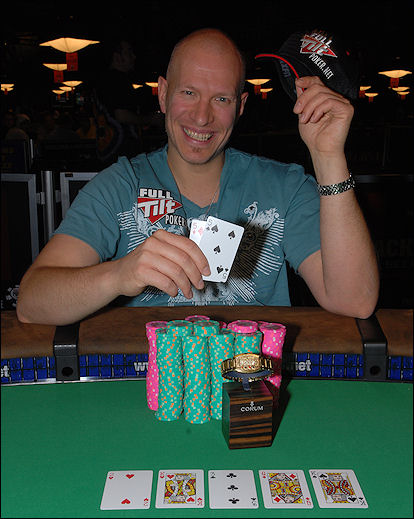
Greg Müller gewann die Turniere #33 und #50

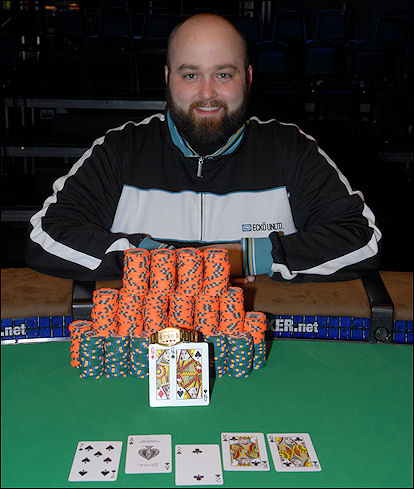
Brock Parker gewann die Turniere #14 und #19

Im Falle eines mehrfachen Braceletgewinners gibt die Zahl hinter dem Spielernamen an, das wievielte Bracelet in diesem Turnier gewonnen wurde.
| #  | Buy in (in $) | Turnier                                                     | Turnierbeginn | Teilnehmer | Sieger             | Herkunft               | Preisgeld (in $) |
| -- | ------------- | ----------------------------------------------------------- | ------------- | ---------- | ------------------ | ---------------------- | ---------------- |
| 1  | 00.500        | Casino Employees No Limit Hold’em                           | 27. Mai 2009  | 0866       | Andrew Cohen       | Vereinigte Staaten     | 0.083.778        |
| 2  | 40.000        | No Limit Hold’em                                            | 28. Mai 2009  | 0201       | Witali Lunkin (2)  | Russland               | 1.891.012        |
| 3  | 01.500        | Omaha Hi-Low Split-8 or Better                              | 29. Mai 2009  | 0918       | Thang Luu (2)      | Vereinigte Staaten     | 0.263.135        |
| 4  | 01.000        | No Limit Hold’em                                            | 30. Mai 2009  | 6012       | Steve Sung         | Vereinigte Staaten     | 0.771.106        |
| 5  | 01.500        | Pot Limit Omaha                                             | 1. Juni 2009  | 0809       | Jason Mercier      | Vereinigte Staaten     | 0.237.415        |
| 6  | 10.000        | World Championship Seven Card Stud                          | 1. Juni 2009  | 0142       | Freddie Ellis      | Vereinigte Staaten     | 0.373.744        |
| 7  | 01.500        | No Limit Hold’em                                            | 2. Juni 2009  | 2791       | Travis Johnson     | Vereinigte Staaten     | 0.666.853        |
| 8  | 02.500        | 2-7 Draw Lowball                                            | 2. Juni 2009  | 0147       | Phil Ivey (6)      | Vereinigte Staaten     | 0.096.361        |
| 9  | 01.500        | No Limit Hold’em Short Handed                               | 3. Juni 2009  | 1459       | Ken Aldridge       | Vereinigte Staaten     | 0.428.259        |
| 10 | 02.500        | Pot Limit Hold’em/Omaha                                     | 3. Juni 2009  | 0453       | Rami Boukai        | Vereinigte Staaten     | 0.244.862        |
| 11 | 02.000        | No Limit Hold’em                                            | 4. Juni 2009  | 1646       | Anthony Harb       | Vereinigte Staaten     | 0.569.199        |
| 12 | 10.000        | World Championship Mixed Event                              | 4. Juni 2009  | 0194       | Ville Wahlbeck     | Finnland               | 0.492.375        |
| 13 | 02.500        | No Limit Hold’em                                            | 5. Juni 2009  | 1088       | Keven Stammen      | Vereinigte Staaten     | 0.506.786        |
| 14 | 02.500        | Limit Hold’em Short Handed                                  | 5. Juni 2009  | 0367       | Brock Parker       | Vereinigte Staaten     | 0.223.688        |
| 15 | 05.000        | No Limit Hold’em                                            | 6. Juni 2009  | 0655       | Brian Lemke        | Vereinigte Staaten     | 0.692.658        |
| 16 | 01.500        | Seven Card Stud                                             | 6. Juni 2009  | 0359       | Jeff Lisandro (2)  | Australien             | 0.124.959        |
| 17 | 01.000        | Ladies No Limit Hold’em World Championship                  | 7. Juni 2009  | 1060       | Lisa Hamilton      | Vereinigte Staaten     | 0.195.390        |
| 18 | 10.000        | World Championship Omaha Hi-Low Split-8 or Better           | 7. Juni 2009  | 0179       | Daniel Alaei (2)   | Vereinigte Staaten     | 0.445.898        |
| 19 | 02.500        | No Limit Hold’em Short Handed                               | 8. Juni 2009  | 1068       | Brock Parker (2)   | Vereinigte Staaten     | 0.552.745        |
| 20 | 01.500        | Pot Limit Hold’em                                           | 9. Juni 2009  | 0633       | J. P. Kelly        | Vereinigtes Konigreich | 0.194.434        |
| 21 | 03.000        | H.O.R.S.E.                                                  | 9. Juni 2009  | 0452       | Zac Fellows        | Kanada                 | 0.311.899        |
| 22 | 01.500        | No Limit Hold’em Shootout                                   | 10. Juni 2009 | 1000       | Jeff Carris        | Vereinigte Staaten     | 0.313.673        |
| 23 | 10.000        | World Championship 2-7 Draw Lowball                         | 10. Juni 2009 | 0096       | Nick Schulman      | Vereinigte Staaten     | 0.279.742        |
| 24 | 01.500        | No Limit Hold’em                                            | 11. Juni 2009 | 2506       | Peter Vilandos (2) | Vereinigte Staaten     | 0.607.256        |
| 25 | 02.500        | Omaha/Seven Card Stud Hi-Low-8 or Better                    | 11. Juni 2009 | 0376       | Phil Ivey (7)      | Vereinigte Staaten     | 0.220.538        |
| 26 | 01.500        | Limit Hold’em                                               | 12. Juni 2009 | 0643       | Tomas Alenius      | Schweden               | 0.197.488        |
| 27 | 05.000        | Pot Limit Omaha Hi-Low Split-8 or Better                    | 12. Juni 2009 | 0198       | Roland De Wolfe    | Vereinigtes Konigreich | 0.246.616        |
| 28 | 01.500        | No Limit Hold’em                                            | 13. Juni 2009 | 2638       | Mike Eise          | Vereinigte Staaten     | 0.639.331        |
| 29 | 10.000        | World Championship Heads-Up No Limit Hold’em                | 13. Juni 2009 | 0256       | Leo Wolpert        | Vereinigte Staaten     | 0.625.682        |
| 30 | 02.500        | Pot Limit Omaha                                             | 14. Juni 2009 | 0436       | J. C. Tran (2)     | Vereinigte Staaten     | 0.235.685        |
| 31 | 01.500        | H.O.R.S.E.                                                  | 14. Juni 2009 | 0770       | James Van Alstyne  | Vereinigte Staaten     | 0.247.033        |
| 32 | 02.000        | No Limit Hold’em                                            | 15. Juni 2009 | 1534       | Ángel Guillén      | Mexiko                 | 0.530.548        |
| 33 | 10.000        | World Championship Limit Hold’em                            | 15. Juni 2009 | 0185       | Greg Müller        | Kanada                 | 0.460.836        |
| 34 | 01.500        | No Limit Hold’em                                            | 16. Juni 2009 | 2095       | Eric Baldwin       | Vereinigte Staaten     | 0.521.932        |
| 35 | 05.000        | Pot Limit Omaha                                             | 17. Juni 2009 | 0363       | Richard Austin     | Vereinigte Staaten     | 0.409.484        |
| 36 | 02.000        | No Limit Hold’em                                            | 18. Juni 2009 | 1695       | Jordan Smith       | Vereinigte Staaten     | 0.586.212        |
| 37 | 10.000        | World Championship Seven Card Stud Hi-Low Split-8 or Better | 18. Juni 2009 | 0164       | Jeff Lisandro (3)  | Australien             | 0.431.656        |
| 38 | 02.000        | Limit Hold’em                                               | 19. Juni 2009 | 0446       | Marc Naalden       | Niederlande            | 0.190.770        |
| 39 | 01.500        | No Limit Hold’em                                            | 20. Juni 2009 | 2715       | Ray Foley          | Vereinigte Staaten     | 0.657.969        |
| 40 | 10.000        | World Championship Pot Limit Omaha                          | 20. Juni 2009 | 0295       | Matt Graham (2)    | Vereinigte Staaten     | 0.679.379        |
| 41 | 05.000        | No Limit Hold’em Shootout                                   | 21. Juni 2009 | 0280       | Péter Traply       | Ungarn                 | 0.348.728        |
| 42 | 02.500        | Mixed Event                                                 | 21. Juni 2009 | 0412       | Jerrod Ankenman    | Vereinigte Staaten     | 0.241.637        |
| 43 | 01.000        | Seniors No Limit Hold’em World Championship                 | 22. Juni 2009 | 2707       | Michael Davis      | Vereinigte Staaten     | 0.437.358        |
| 44 | 02.500        | Razz                                                        | 22. Juni 2009 | 0315       | Jeff Lisandro (4)  | Australien             | 0.188.370        |
| 45 | 10.000        | World Championship Pot Limit Hold’em                        | 23. Juni 2009 | 0275       | John Kabbaj        | Vereinigtes Konigreich | 0.633.335        |
| 46 | 02.500        | Omaha Hi-Low Split-8 or Better                              | 23. Juni 2009 | 0424       | Derek Raymond      | Vereinigte Staaten     | 0.229.192        |
| 47 | 02.500        | Mixed Hold’em                                               | 24. Juni 2009 | 0527       | Bahador Ahmadi     | Kanada                 | 0.278.804        |
| 48 | 01.500        | Pot Limit Omaha Hi-Low Split-8 or Better                    | 25. Juni 2009 | 0762       | Brandon Cantu (2)  | Vereinigte Staaten     | 0.228.867        |
| 49 | 50.000        | World Championship H.O.R.S.E.                               | 26. Juni 2009 | 0095       | David Bach         | Vereinigte Staaten     | 1.276.802        |
| 50 | 01.500        | Limit Hold’em Shootout                                      | 26. Juni 2009 | 0572       | Greg Müller (2)    | Kanada                 | 0.194.854        |
| 51 | 01.500        | No Limit Hold’em                                            | 27. Juni 2009 | 2781       | Carsten Joh        | Deutschland            | 0.664.426        |
| 52 | 03.000        | Triple Chance No Limit Hold’em                              | 28. Juni 2009 | 0854       | Jörg Peisert       | Deutschland            | 0.506.800        |
| 53 | 01.500        | Seven Card Stud Hi-Low-8 or Better                          | 28. Juni 2009 | 0467       | David Halpern      | Vereinigte Staaten     | 0.159.390        |
| 54 | 01.500        | No Limit Hold’em                                            | 29. Juni 2009 | 2818       | Tony Veckey        | Vereinigte Staaten     | 0.673.276        |
| 55 | 02.500        | 2-7 Triple Draw Lowball                                     | 29. Juni 2009 | 0257       | Abe Mosseri        | Vereinigte Staaten     | 0.165.521        |
| 56 | 05.000        | No Limit Hold’em Short Handed                               | 30. Juni 2009 | 0928       | Matt Hawrilenko    | Vereinigte Staaten     | 1.003.163        |
| 57 | 10.000        | World Championship No Limit Hold’em                         | 3. Juli 2009  | 6494       | Joe Cada           | Vereinigte Staaten     | 8.546.435        |

### Main Event

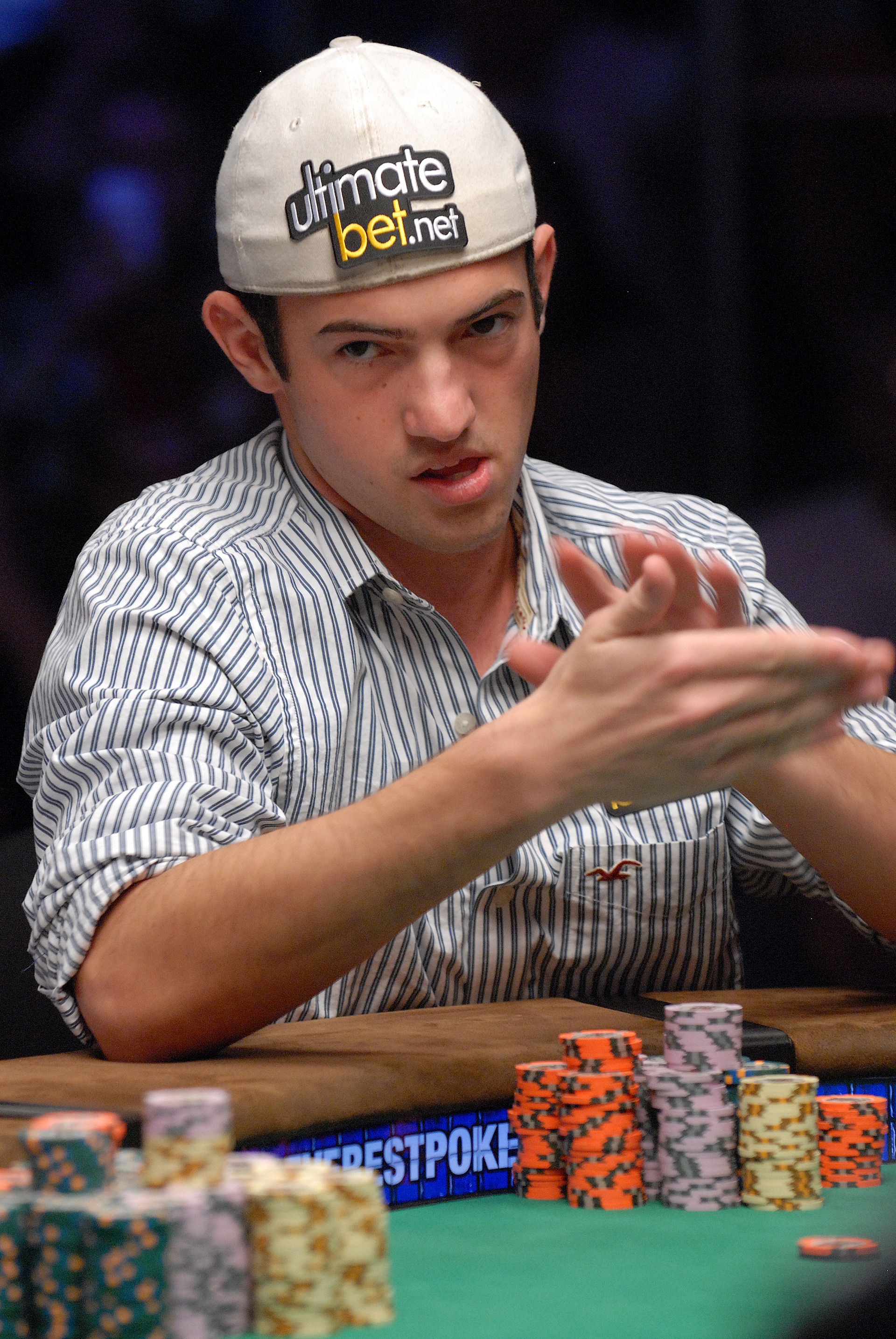
Joe Cada (2009)

Der Finaltisch begann am 7. November 2009. In der finalen Hand gewann Cada mit 9♦ 9♣ gegen Moon mit Q♦ J♦.
| Platz | Herkunft               | Spieler          | Alter * | Preisgeld (in $) |
| ----- | ---------------------- | ---------------- | ------- | ---------------- |
| 1     | Vereinigte Staaten     | Joe Cada         | 21      | 8.546.435        |
| 2     | Vereinigte Staaten     | Darvin Moon      | 46      | 5.182.601        |
| 3     | Frankreich             | Antoine Saout    | 25      | 3.479.670        |
| 4     | Vereinigte Staaten     | Eric Buchman     | 29      | 2.502.890        |
| 5     | Vereinigte Staaten     | Jeff Shulman     | 34      | 1.953.452        |
| 6     | Vereinigte Staaten     | Steven Begleiter | 47      | 1.587.160        |
| 7     | Vereinigte Staaten     | Phil Ivey        | 33      | 1.404.014        |
| 8     | Vereinigte Staaten     | Kevin Schaffel   | 51      | 1.300.231        |
| 9     | Vereinigtes Konigreich | James Akenhead   | 26      | 1.263.602        |

## Expansion
Im September und Oktober 2009 wurde zum dritten Mal die World Series of Poker Europe im Empire Casino am Leicester Square in London ausgetragen, bei der es vier Bracelets zu gewinnen gab.

## Player of the Year

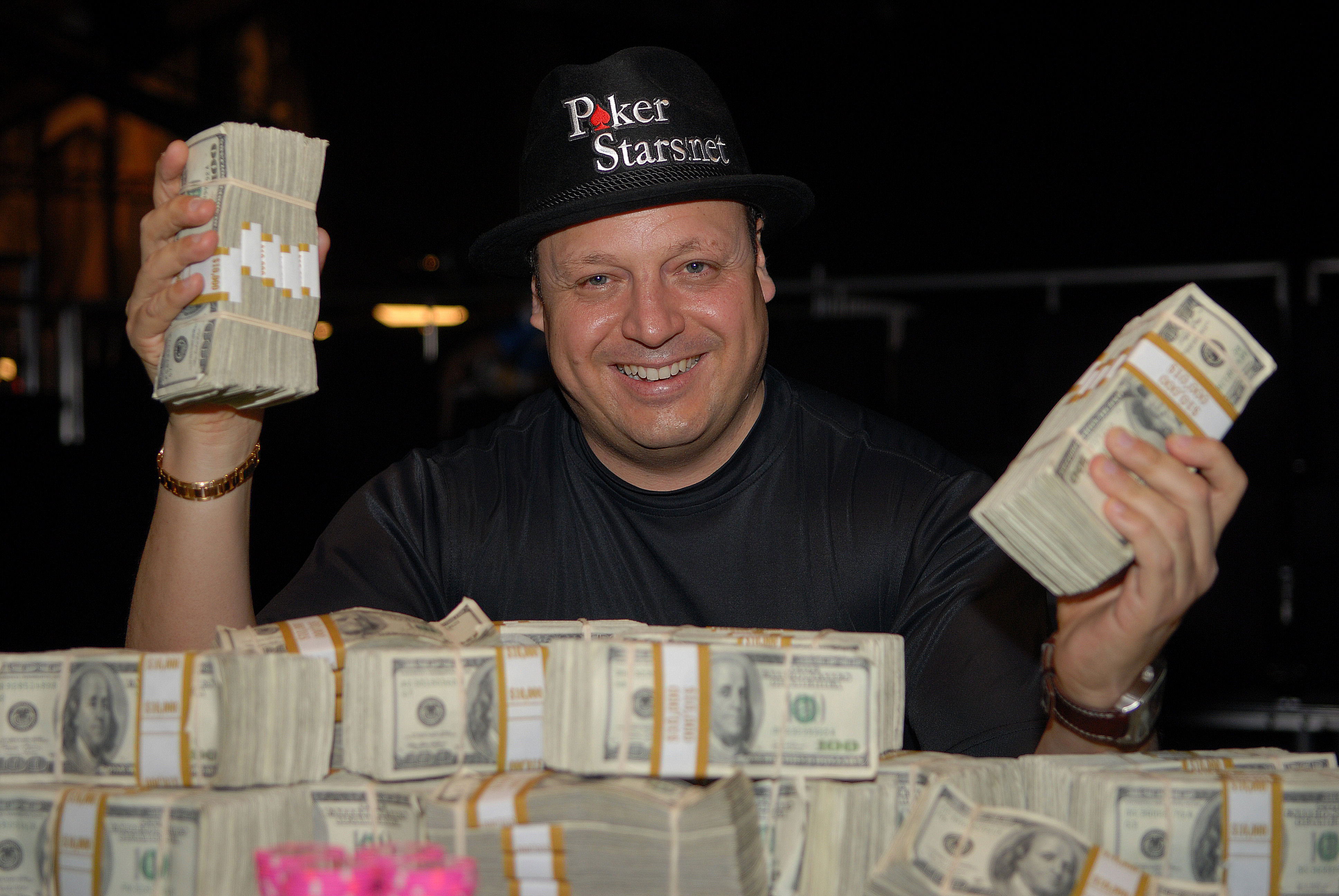
Jeff Lisandro (2007)

Die Auszeichnung als Player of the Year erhielt der Spieler, der über alle Turniere hinweg die meisten Punkte sammelte. Von der Wertung waren nicht für alle Spieler zugängliche Turniere ausgenommen. Das Ranking beinhaltete auch die Turniere der World Series of Poker Europe. Sieger Jeff Lisandro gewann drei Bracelets und platzierte sich insgesamt sechsmal in den Geldrängen.
| Platz | Herkunft               | Spieler         | Punkte |
| ----- | ---------------------- | --------------- | ------ |
| 1     | Australien             | Jeff Lisandro   | 355    |
| 2     | Finnland               | Ville Wahlbeck  | 320    |
| 3     | Vereinigte Staaten     | Phil Ivey       | 282    |
| 4     | Russland               | Witali Lunkin   | 245    |
| 5     | Kanada                 | Greg Müller     | 240    |
| 6     | Vereinigte Staaten     | Brock Parker    | 227    |
| 7     | Vereinigte Staaten     | Matt Hawrilenko | 205    |
| 8     | Kanada                 | Daniel Negreanu | 195    |
| 9     | Vereinigtes Konigreich | Roland De Wolfe | 195    |
| 10    | Vereinigte Staaten     | John Juanda     | 190    |